# Schlacht bei Puebla
In der Schlacht bei Puebla am 5. Mai 1862 wurden Franzosen durch mexikanische Truppen geschlagen. Die Schlacht bei Puebla war der wichtigste mexikanische Sieg in der Anfangszeit der Französischen Intervention in Mexiko. Dessen Jahrestag, der Cinco de Mayo, wird alljährlich gefeiert.

## Geschichtlicher Kontext
Im Jahre 1861 sandte der französische Kaiser Napoléon III. seine Truppen nach Mexiko. Das offizielle Ziel der Kampagne war es, die Schulden der mexikanischen Regierung einzutreiben. Napoleon III. beabsichtigte jedoch auch, die mexikanische konstitutionelle Regierung durch die Monarchie zu ersetzen. Dadurch erhoffte sich der französische Kaiser eine Erweiterung der Einflusssphäre Frankreichs in Zentral- und Südamerika.
Am 8. Dezember 1861 besetzten französische Truppen die Hafenstadt Veracruz. Bald stellte sich heraus, dass das tatsächliche Ziel der Kampagne nicht die Eintreibung der Schulden, sondern die Kontrolle über Mexiko war.

## Die Schlacht

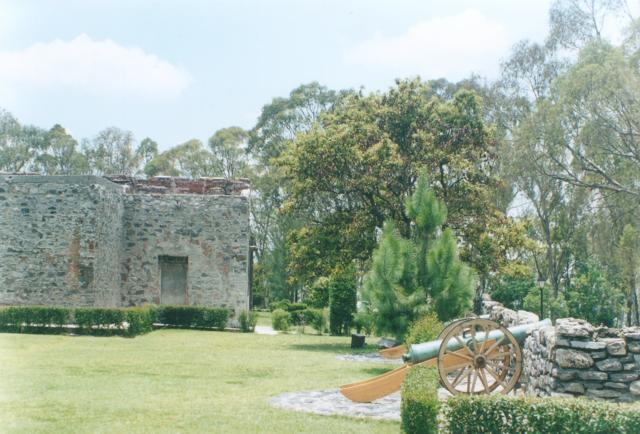
Fort Guadalupe

Den etwa 6000 Soldaten des französischen Generals Lorencez standen etwa 4000 mexikanische Soldaten unter der Führung von General Ignacio Zaragoza gegenüber. Die mexikanischen Truppen waren zudem schlecht bewaffnet, jedoch war General Zaragoza ein erfahrener Guerilla-Kämpfer.
Der Weg nach Puebla war durch Fort Loreto und Fort Guadalupe geschützt. General Zaragoza gab den Befehl, die Schutzgräben entlang des Weges nach Puebla einzurichten und durch einen Graben die beiden Forts miteinander zu verbinden.
Die Lage der Mexikaner war durch die Wetterbedingungen begünstigt: Der Platzregen machte den Boden schlammig und hinderte die französische Artillerie am Vorwärtskommen. General Lorencez war davon überzeugt, dass die Mexikaner die schwere Schlacht meiden und sich schnell auf die Flucht begeben würden. Gegen die Mittagszeit gab er den Befehl zum Angriff. Die mexikanischen Truppen konnten jedoch ihre Stellung halten und warfen die französischen Truppen zurück.
Nach der Neugruppierung versuchten die Franzosen erneut, die Mexikaner anzugreifen, wurden jedoch wiederum auf die gleiche Weise zurückgeworfen.

Porfirio Díaz, der spätere Präsident Mexikos, attackierte mit der gut organisierten und disziplinierten Kavallerie die Flanke der Franzosen, die sich zurückzogen. Gegen 16:30 Uhr ging die Schlacht zu Ende.
Nach dem Anbruch der Dunkelheit wurden die französischen Truppen abgezogen und warteten zwei Tage auf eine Gegenoffensive der Mexikaner. Zaragoza war sich jedoch bewusst, dass seine Truppen keine Chance im offenen Feld hätten, und gab den Franzosen daher keine Möglichkeit, den defensiven Vorteil zu nutzen. Eine weitere Attacke wollte General Lorencez nicht riskieren und befahl daher seinen Truppen, abzuziehen und nach Orizaba zurückzukehren.

## Feiertag
Der 5. Mai ist kein gesetzlicher Feiertag. Er wurde zunächst fast nur im Bundesstaat Puebla, zumal in der Stadt Puebla festlich begangen. Dies änderte sich im 21. Jahrhundert. Für viele Mexikaner ist der Cinco de Mayo heute der beliebteste und am lebhaftesten begangene nationale Festtag.
Darüber hinaus feiern mexikanischstämmige Einwohner der Vereinigten Staaten von Amerika den Cinco de Mayo.